# Varones apostólicos
Con el nombre de los Siete Varones Apostólicos son conocidos siete clérigos cristianos que, según tradiciones documentadas en la Edad Media, predicaron el Evangelio en la antigua Hispania del s. I. Estos habrían sido ordenados en Roma por los apóstoles San Pablo y San Pedro, y enviados por ellos a evangelizar las tierras hispanas, llegando a la provincia de la Bética, y fundando allí siete sedes episcopales. Sus nombres son: Torcuato, Tesifonte, Indalecio, Segundo, Eufrasio, Cecilio y Hesiquio o Isicio. En varias versiones de la tradición jacobea se les ha hecho también discípulos del apóstol Santiago, junto a los más célebres Teodoro y Atanasio.

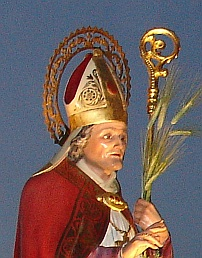
Una pintura de uno de los varones apostólicos

Según unos manuscritos del siglo X, que transmiten unas Actas quizá datables en el siglo VIII, los siete varones apostólicos llegaron a Acci (Guadix) cuando se estaban celebrando las fiestas paganas de Júpiter, Mercurio y Juno y los paganos les persiguieron hasta el río, pero el puente se partió milagrosamente y los siete varones apostólicos quedaron salvos. Una noble mujer llamada Luparia se interesó por ellos y los escondió, y se convirtió al Cristianismo después de haber levantado un altar a San Juan Bautista. A continuación los varones apostólicos se separaron para difundir el cristianismo por distintas regiones de la Bética: Torcuato permaneció en Acci (Guadix), Tesifonte marchó a Vergi (Berja), Hesiquio a Carcere (tradicionalmente Cazorla, quizá Cieza), Indalecio a Urci (tradicionalmente Pechina), Segundo a Abula (Abla, tradicionalmnete Ávila), Eufrasio a Iliturgi (tradicionalmente Andújar) y Cecilio a Iliberri (Iliberris o Elvira, la actual Granada). La identificación de varias de estas localidades ha sido muy insegura, y en ocasiones controvertida: según otras fuentes, Carcere o Carcesi podría ser Cieza (Murcia); Urci ya ha sido correctamente identificada en el paraje de El Chuche en Benahadux; en cuanto a Iliturgis, también ha sido identificada con el yacimiento del Cerro de Maquiz, en Mengíbar, si bien es fuerte la tradición que sitúa el martirio del santo en las Cuevas de Lituergo; finalmente, según una tradición local abulense datada de principios del siglo XVI, Abula sería Ávila, y San Segundo su primer obispo (y actualmente, su santo patrón), dado que sus supuestos restos fueron hallados en la iglesia que después llevó su nombre, junto al río Adaja.
Hemos de hacer notar que las más primitivas tradiciones sobre estos personajes, entre los que se encuentran los martirologios y los misales del llamado rito mozárabe, les mencionan como 'confesores', que es como se denominaba a los santos que no murieron mártires. Así pues, las tradiciones sobre sus martirios son muy posteriores.
Francisco Márquez Villanueva, entre otros, documenta que el autor de la versión más antigua de la llamada Epístola del Papa León, del siglo IX, así como el de la Translatio S. Iacobi in Hispaniam del Códex Calixtinus, del siglo XII, fundieron esta tradición con la jacobea de la predicación del apóstol Santiago el Mayor en Hispania y su posterior sepulcro en esta tierra. Según la primera de estas tradiciones, siete discípulos de Santiago trajeron su cuerpo a Hispania después de su martirio desde Jerusalén, y al llegar tuvieron que refugiarse en una fuente protegida por una cripta porque eran perseguidos por el rey; cuando entraron para prenderlos la cripta se derrumbó y el rey y los suyos perecieron. Una mujer, también llamada Luparia (después más conocida como 'reina Lupa'), se convirtió al Cristianismo y mandó colocar el cuerpo de Santiago en un edificio que previamente había estado consagrado a ídolos paganos; esta tradición cuenta también que tres de estos discípulos, Torcuato, Atanasio y Tesifonte, fueron enterrados junto al apóstol.
Una narración más detallada de la vida de los siete varones apostólicos nos la da en el siglo XIII el escritor dominico Rodrigo de Cerrato, que ha derivado en la más popular.